# حسد الفيزياء
يُستخدم مصطلح حسد الفيزياء كمفهومٍ عامٍّ يُوجَّه على شكلِ انتقادٍ للمتخصّصين فيما يُسمَّى «الكتابة الحديثة» وكذلك للأكاديميين العاملين في مجالات مثل الفنون المتحرّرة (أو الفنون الليبراليّة) ودراسات الأعمال، والعلوم الإنسانية. يُجادل المصطلح بأنَّ الكُتاب في هذه التخصصات قد أَفرطوا في استخدام المصطلحات المربِكة والرياضيات المعقَّدة لتبدو أكثر «صرامة» أو لتبدو هذه الكتابات بالأحرى أكثر «دقّة» مثلها مثلَ المواد المستندة إلى الرياضيات على غِرار الفيزياء.

## خلفية
يُعتبر نجاح الفيزياء من الناحيّة الرياضياتيّة شيئًا رائعًا في الأوساطِ العلميّة وخاصة منذ صدورِ كتاب إسحاق نيوتن الأصول الرياضية للفلسفة الطبيعية (الاسم الأصلي: Principia Mathematica)، لكنّ هذا النجاح وعلى الرغمِ من روعته إلّا أنه قد يُنظَر له بشكل مغاير من مجالات أخرى بما في ذلك المجالات البحثيّة. يُشير في هذه الحالة مصطلح «حسد الفيزياء» إلى الحسد المتصوَّر أو الحقيقي للعلماء في التخصصات الأخرى للدقة الرياضية للمفاهيم الأساسية التي حصلَ عليها الفيزيائيون، ويُستخدَم هذا المصطلح ضدّ تخصصات أخرى غير الفيزياء وخاصّة التخصصات التي تستعملُ لغة معقَّدة أو مربِكة حتى تبدو أكثر موثوقيّة من الناحيّة العلميّة، ومن جملة هذه التخصصات هناك العلوم الاجتماعية و‌الفنون المتحرِّرَة مثل الأدب و‌الفلسفة و‌الاقتصاد و‌علم النفس خاصّة حين يُحاول الأكاديميون في هذه المجالات التعبير عن المفاهيم الأساسية لهذه النطاقات البحثيّة بطريقة رياضياتيّة، ويُنظَر لهذا الفعل على أنه دفعة لا مبرِّر لها من أجل الاختزال.
لقد ناقشَ عددٌ من العلماء عدم قدرة بعض المجالات العلميّة على البرهنة على نفسها وركائزها بطريقة رياضياتيّة محضة مثلما تفعل الفيزياء، فناقشَ على سبيل المثال لا الحصر عالِم الأحياء التطوري إرنست ماير مسألة عدم القدرة على اختزال علم الأحياء إلى أساسٍ رياضي في كتابه «ما الذي يجعل علم الأحياء فريدًا؟» (بالإنجليزية: What Makes Biology Unique؟)‏، كما ناقشَ نعوم تشومسكي قدرة واستصواب الاختزال إلى أساسه الرياضي في مقالته «ألغاز الطبيعة: مدى الاختفاء العميق» (بالإنجليزية: Mysteries of Nature: How Deeply Hidden)‏، وهو الذي ساهمَ على نطاقٍ واسعٍ في تطوير مجال اللسانيات النظريّة الذي يُعتبَر اليوم علمًا شكليًا لا علمًا تجريبيًا.

## أمثلة
قالَ بعضُ العلماء والأكاديميين وغيرهم من المتخصّصين إنَّ العلوم الاجتماعية تُعاني من عقدة الدونية أو عقدة النقص وهو المفهوم الذي يرتبطُ ارتباطًا وثيقًا بمفهوم أو مصطلح حسد الفيزياء، فعلى سبيلِ المثال يقبلُ العلماء الوضعيون – وهم العلماء الذين يؤمنون ويتبعون الفلسفة الوضعيّة – صورة خاطئة عن العلوم الطبيعية بحيث يمكن تطبيقها على العلوم الاجتماعية. هذه الظاهرة موجودة أيضًا في أبحاث إستراتيجية الأعمال كما يتضح من نموذج هيكل إستراتيجية المؤرخ ألفريد تشاندلر جونيور. ينصُّ هذا الإطار على أنه يجب على الشركة تقييم البيئة من أجل إنشاء هيكلها الذي سيُنفّذ الاستراتيجيات. أكد تشاندلر أيضًا أن هناك علاقة وثيقة بين خريجي الرياضيات والفيزياء والهندسة وبين منهجية نموذج إستراتيجية العمل. أمَّا في مجال الذكاء الاصطناعي (الذي يُختصَر عادةً إلى الحرفين AI) فينشأ أو يظهرُ حسد الفيزياء في حالات المشاريع التي تفتقر إلى التفاعل مع بعضها البعض، وذلك باستخدام فكرة واحدة فقط بسبب الطريقة التي يتمُّ بها اختبار الفرضيات الجديدة والتخلص منها في السعي وراءَ ذكاء حقيقي واحد.